# Fabrizio De Magistris
Fabrizio De Magistris (* 16. Jahrhundert; † 17. Jahrhundert) war ein italienischer Bildhauer des Manierismus.

## Leben
Der Künstler blieb fast unbekannt, die gesicherte Periode seiner Tätigkeit reicht von 1595 bis 1602.
Die wenigen erhaltenen Werke sind die zweiunddreißig hölzernen Statuen des Pioppo in der Wallfahrtskirche Santa Maria di Piazza in Busto Arsizio und eine vergoldete hölzerne Mariä Aufnahme in den Himmel in Gorla Maggiore, die sich ursprünglich in Busto Arsizio befand.
Bekannt ist auch, dass der Künstler mit Giovanni Ambrogio Santagostino (Autor des hölzernen Chors der Kirche San Vittore al Corpo) zusammenarbeitete, um den Tabernakel der Basilika San Giovanni Battista in Busto Arsizio anzufertigen, der jedoch beim Wiederaufbau der Kirche verloren gegangen ist.
De Magistris zeigte stilistische Ähnlichkeiten mit Künstlern, die am Mailänder Dom tätig waren, wie Cristoforo Prestinari, Andrea Rinaldi, Pietro Antonio Daverio und Francesco Brambilla.